# Balgo (Australia)
Balgo es una pequeña comunidad aborigen en Australia Occidental que está conectada tanto con el Gran Desierto Arenoso como con el Desierto de Tanami. La localidad se encuentra en el shire de Halls Creek, cerca de la Carretera Tanami (antes conocida como el Sendero Tanami). Cuenta con una gasolinera, un supermercado, una parroquia católica, una escuela con clases hasta el décimo grado, un centro de educación para adultos, una clínica y una estación de policía. Según el censo de 2006, Balgo contaba con una población de 460 personas.
Balgo era conocida anteriormente como Balgo Hills. Es posible que el nombre provenga del kukatja para césped de arroz - palkurr-palkurr, que crece en las colinas en 'Misión Antigua', una antigua ubicación de la comunidad.
El pueblo es famoso por su cooperativa de artistas que fue establecida cuando a algunos miembros originales del movimiento Papunya Tula se les permitió dejar Papunya. Algunos de los artistas de Balgo incluyen a Susie Bootja Bootja Napaltjarri, Topsy Gibson Napaljarri, Eubena Nampitjin, Elizabeth Nyumi, Boxer Milner, Tjumpo Tjapanangka y Helicopter Tjungurrayi.
El idioma kukatja es hablado por muchos de los residentes de Balgo, tanto jóvenes como mayores. La escuela Luurnpa incluye el Centro Walkala, en donde libros orales son escritos, ilustrados, y dictados en CD o DVD tanto en kukatja como en inglés. La escuela también ha publicado un completo diccionario kukatja basado en la labor de varios lingüistas.

## Título Nativo
La comunidad está en el área reclamada por el Título Nativo del Pueblo Tjurabalan Determinado (WC95/74). Está administrada por su cuerpo incorporado, la Corporación Aborigen Wirrimanu, fue incorporada el 6 de septiembre de 1984 bajo la Ley de Consejos y Asociaciones Aborígenes de 1976. El Plano de Balgo No. 3 fue preparado de acuerdo con la Política de Planeación Estatal 3.2, Asentamientos Aborígenes. El Plano No. 3 fue aprobado por la comunidad el 30 de junio de 2005 y la Comisión de Planificación de Australia Occidental el 4 de octubre de 2005.